# Wolfgang Krieger (Abt)
Wolfgang Krieger OSB, Taufname: Sebastian (* 20. Januar 1716 in Riekofen; † 18. Juni 1788 in Frauenzell), war ein deutscher Benediktiner und Abt in Kloster Frauenzell.

## Biographie
Wolfgang Krieger trat 1736 in das Kloster Frauenzell ein und legte hier 1737 die Profess ab. Seine höhere schulische Bildung hatte er in Straubing, Regensburg und Freising erhalten. Die klösterliche Ausbildung erfolgte im Commun-Noviziat der Bayerischen Benediktinerkongregation in Kloster Prüfening. Am 2. April 1740 empfing er die Priesterweihe. Als das Kloster während des Österreichischen Erbfolgekrieges von österreichischen und ungarischen Truppen bedrängt wurde, verhandelte Wolfgang Krieger im März 1742 im Hauptquartier der Österreicher in Deggendorf als Vertreter von Abt Benno Engerer von Frauenzell mit Erfolg über die Reduzierung der geforderten Abgaben. Im November desselben Jahres wurde Wolfgang Krieger, der in dieser Zeit das Amt des Pfarrers in Frauenzell versah, von ungarischen Truppen nach Deggendorf verschleppt, um vom Kloster Lösegeld zu fordern. Nach einigen Tagen wurde er nach Frauenzell zurückgeschickt, mit dem Auftrag, 3000 Gulden als Preis für seine Freilassung zu schicken.
Nach Einsätzen in der Seelsorge in Frauenzell und Bruckbach übernahm Wolfgang Krieger ab 1745 die Betreuung der zu Kloster Frauenzell gehörenden Pfarrei Altenthann und ab 1761 der ebenfalls vom Kloster betreuten Pfarrei Zell. Da Wolfgang Krieger offenbar aufgrund seiner intellektuellen Fähigkeiten und seiner Frömmigkeit im Konvent in hohem Ansehen stand, wurde er am 15. April 1766 nach dem Tod von Abt Heinrich Schneider zu dessen Nachfolger gewählt. Wie schon seine Vorgänger bemühte sich Abt Wolfgang Krieger erfolgreich um eine Verbesserung der wirtschaftlichen Lage des kleinen und wenig begüterten Klosters. Das durch einen Brand zerstörte Brauhaus wurde von ihm neu errichtet. In den Jahren 1770 bis 1772, in denen es im umliegenden Gebiet aufgrund schlechter Witterung zu Missernten kam, soll er die Not leidende Bevölkerung mit Mitteln des Klosters unterstützt haben. Schließlich wurde unter Abt Wolfgang Krieger der neue frühklassizistische Hochaltar in der Klosterkirche errichtet, der sein Wappen trägt.

## Weblink
- Totenrotel von Abt Wolfgang Krieger aus der Totenrotelsammlung von Kloster Sankt Emmeram bei digitale-sammlungen.de

| Vorgänger             | Amt                                  | Nachfolger             |
| --------------------- | ------------------------------------ | ---------------------- |
| Heinrich I. Schneider | Abt von Kloster Frauenzell 1766–1788 | Heinrich II. Mühlbauer |

| Personendaten    | Personendaten                  |
| ---------------- | ------------------------------ |
| NAME             | Krieger, Wolfgang              |
| KURZBESCHREIBUNG | deutscher Benediktiner und Abt |
| GEBURTSDATUM     | 20. Januar 1716                |
| GEBURTSORT       | Riekofen                       |
| STERBEDATUM      | 18. Juni 1788                  |
| STERBEORT        | Frauenzell                     |